# Nachal Navot
Nachal Navot (hebrejsky: נחל נבות) je krátké vádí v severním Izraeli, v Charodském údolí.
Začíná v nadmořské výšce okolo 0 metrů na severovýchodním úpatí vrchů Tel Jizre'el a Giv'at Jizre'el, které tvoří severní okraj pohoří Gilboa. Na náhorní terase těchto vrchů leží vesnice Jizre'el. Vádí zde začíná v lokalitě pramene Ejn Jizre'el (עין יזרעאל). Vádí směřuje k východu zemědělsky využívanou krajinou a jižně od vesnice Kfar Jechezkel zprava ústí do vádí Nachal Charod.